# Lista siturilor arheologice din județul Satu Mare - R
Lista siturilor arheologice din județul Satu Mare - R conține toate siturile arheologice din județul Satu Mare înscrise în Repertoriul Arheologic Național (RAN) și aflate în localități al căror nume începe cu litera R. RAN este administrat de Ministerul Culturii și Patrimoniului Național și cuprinde date științifice, cartografice, topografice, imagini și planuri, precum și orice alte informații privitoare la zonele cu potențial arheologic, studiate sau nu, încă existente sau dispărute.
Puteți căuta un sit din localitățile care încep cu litera R folosind formularul de mai jos sau puteți naviga prin toate siturile din județ la Lista siturilor arheologice din județul Satu Mare.
| Cod RAN                                   | Denumire | Localitate                            | Adresă           | Datare      | Descoperit | Coordonate                                    | Imagine           | Erori            |
| ----------------------------------------- | --- | ------------------------------------- | ---------------- | ----------- | ---------- | --------------------------------------------- | ----------------- | ---------------- |
| 138422.01.01 (Cod LMI: SM-I-s-A-05193)    | Situl arheologic de la Remetea Oașului - "Malu Turului" / ansamblu anonim (Categorie: locuire civilă) (Tip: Așezare)     | sat Remetea Oașului, comuna Orașu Nou | Malu Turului     |             |            |                                               | Încărcați imagine | Raportați eroare |
| 138422.01.02 (Cod LMI: SM-I-m-A-05193.01) | Situl arheologic de la Remetea Oașului - "Malu Turului" / ansamblu anonim (Categorie: locuire civilă) (Tip: Așezare)     | sat Remetea Oașului, comuna Orașu Nou | Malu Turului     | gravettian  |            |                                               | Încărcați imagine | Raportați eroare |
| 138422.01.03 (Cod LMI: SM-I-m-A-05193.02) | Situl arheologic de la Remetea Oașului - "Malu Turului" / ansamblu anonim (Categorie: locuire civilă) (Tip: Așezare)     | sat Remetea Oașului, comuna Orașu Nou | Malu Turului     | aurignacian |            |                                               | Încărcați imagine | Raportați eroare |
| 138422.01.04 (Cod LMI: SM-I-m-A-05193.03) | Situl arheologic de la Remetea Oașului - "Malu Turului" / ansamblu anonim (Categorie: locuire civilă) (Tip: Așezare)     | sat Remetea Oașului, comuna Orașu Nou | Malu Turului     | Musterian   |            |                                               | Încărcați imagine | Raportați eroare |
| 138422.02.01                              | Situl arheologic de la Remetea Oașului - "Remetea Șomoș I" / ansamblu anonim (Categorie: locuire civilă) (Tip: Așezare)  | sat Remetea Oașului, comuna Orașu Nou | Remetea Șomoș I  | gravettian  |            | 47°53′17″N 23°19′42″E / 47.88805°N 23.32833°E | Încărcați imagine | Raportați eroare |
| 138422.02.02                              | Situl arheologic de la Remetea Oașului - "Remetea Șomoș I" / ansamblu anonim (Categorie: locuire civilă) (Tip: Așezare)  | sat Remetea Oașului, comuna Orașu Nou | Remetea Șomoș I  | aurignacian |            | 47°53′17″N 23°19′42″E / 47.88805°N 23.32833°E | Încărcați imagine | Raportați eroare |
| 138422.02.03                              | Situl arheologic de la Remetea Oașului - "Remetea Șomoș I" / ansamblu anonim (Categorie: locuire civilă) (Tip: Așezare)  | sat Remetea Oașului, comuna Orașu Nou | Remetea Șomoș I  | Musterian   |            | 47°53′17″N 23°19′42″E / 47.88805°N 23.32833°E | Încărcați imagine | Raportați eroare |
| 138404.02                                 | Unelte preistorice la Racșa (Categorie: descoperire izolată) (Tip: obiect izolat)                                        | sat Racșa, comuna Racșa               |                  |             |            |                                               | Încărcați imagine | Raportați eroare |
| 138422.03.01                              | Situl arheologic de la Remetea Oașului - "Remetea Șomoș II" / ansamblu anonim (Categorie: locuire civilă) (Tip: așezare) | sat Remetea Oașului, comuna Orașu Nou | Remetea Șomoș II | Musterian   |            |                                               | Încărcați imagine | Raportați eroare |
| 138422.03.02                              | Situl arheologic de la Remetea Oașului - "Remetea Șomoș II" / ansamblu anonim (Categorie: locuire civilă) (Tip: așezare) | sat Remetea Oașului, comuna Orașu Nou | Remetea Șomoș II | gravettian  |            |                                               | Încărcați imagine | Raportați eroare |
| 138422.03.03                              | Situl arheologic de la Remetea Oașului - "Remetea Șomoș II" / ansamblu anonim (Categorie: locuire civilă) (Tip: așezare) | sat Remetea Oașului, comuna Orașu Nou | Remetea Șomoș II | aurignacian |            |                                               | Încărcați imagine | Raportați eroare |
| 138404.01.01                              | Așezarea paleolitică de la Racșa-La Cremene / ansamblu anonim (Categorie: locuire) (Tip: așezare)                        | sat Racșa, comuna Racșa               | La Cremene       |             |            |                                               | Încărcați imagine | Raportați eroare |